# Bleed It Out
A Bleed It Out a Linkin Park második kislemeze a harmadik stúdióalbumukról, a Minutes to Midnight-ról. 2007. augusztus 17-én adták ki.
2007. július 31-én a klip látható volt az MTV Germany-n, az MTV Asia-n, a Muchmusic Countdown-on és a MuchAxs videómegosztó oldalán. Ez a szám a 44. lett a Rolling Stone „2007 száz legjobb száma” toplistáján. Az MTV Networks Asia „2007 száz legjobb száma” toplistáján a 83. lett.

## Háttér-információk
A Bleed It Out azon két szám egyike, amelyekben Mike Shinoda rap vokálozik (a másik szám a Hands Held High).
A szám felépítése a Faint-hez hasonlítható. Mindkettő rövid szám, mindkettőben rappelnek és van kórus, és mindkettő a frusztrációról szól.
A gitár-riff a Bleed It Out-ban úgy jött létre, hogy Brad Delson rosszul játszott egy hangjegyet.
Az album kiskönyvében Mike Shinoda azt mondta, hogy a szám szövegét „több százszor” újraírta (a szám első sorában benne is van: „Here we go for the hundredth time”). Ez a szám a legrövidebb a Minutes to Midnight-ról, ha a bevezetőt nem számoljuk, a Wake-t. A koncerteken a szám körülbelül háromszor hosszabb.
Koncerten először 2007. május 11-én New York-ban, a Webster Hall-ban hallhatta a közönség. 2007. július 7-én Tokió-ban előadták a számot a Live Earth-ön. 2007. május 12-én ez a szám volt hallható a Saturday Night Live egyik epizódjában.  A Linkin Park a 2007-es MTV Video Music Awards-on is előadta a számot Timbaland-el.

## A klip
A klipet Joe Hahn rendezte. Először 2007. július 31-én lehetett látni az MTV Germany-n. Az Államokban először 2007. augusztus 6-án lehetett látni az MTV2 Unleashed című műsorában. A TRL-en is ugyanekkor lehetett látni. Augusztus 3-án debütált a Muchmusic Countdown című műsorán, ekkor a 27. helyen végzett. A klipben az látható, ahogy a zenekar egy bárban játszik, és előttük egy visszafelé tekert verekedés látható. A klip végén kiderül, hogy azért kezdődött a verekedés, mert egy ember ráhányt egy másik cipőjére.

## Számlista
Digitális
1. Bleed It Out
2. What I've Done (Distorted Remix)
3. Given Up (Third Encore Session)

CD 1
1. Bleed It Out
2. Given Up (Third Encore Session)

CD 2 (Maxi / AU kislemez)
1. Bleed It Out
2. What I've Done (Distorted Remix)
3. Given Up (Third Encore Session)

## Toplisták
A szám már a hivatalos kiadás előtt felkerült a toplistákra. A Billboard U.S. Hot 100-on 52., a Billboard Pop 100-on 54. volt a legjobb helye. Ez volt a Pts.OF.Athrty óta az első kislemezük, ami nem érte el a Modern Rock Tracks 1. helyét. A Mainstream Rock Tracks toplistán elérte a 3. helyet. Az Egyesült Királyságban a 29. helyen debütált. Ausztráliában, Kanadában, Lengyelországban és Izraelben a legjobb 30 között debütált.
| Toplist (2007)                        | Legjobb hely |
| ------------------------------------- | ------------ |
| Australia Singles Chart               | 24           |
| Canadian Hot 100                      | 22           |
| German Singles Chart                  | 40           |
| New Zealand Singles Chart             | 7            |
| Swedish Singles Chart                 | 14           |
| Brit kislemezlista                    | 29           |
| U.S. Billboard Hot 100                | 52           |
| U.S. Billboard Hot Digital Songs      | 29           |
| U.S. Billboard Mainstream Rock Tracks | 3            |
| U.S. Billboard Modern Rock Tracks     | 2            |
| U.S. Billboard Pop 100                | 54           |

## Szerkesztett verzió
Az MTV és a VH1 cenzúrázva adta le a számot.